# Proameira simplex
Proameira simplex är en kräftdjursart som först beskrevs av Norman och T. Scott 1905.  Proameira simplex ingår i släktet Proameira och familjen Ameiridae. Inga underarter finns listade i Catalogue of Life.